# To Potami
To Potami lub Rzeka (gr. Το Ποτάμι) – grecka partia polityczna o profilu centrowym i proeuropejskim.

## Historia
Ugrupowanie zostało utworzone 11 marca 2014 przez prezentera telewizyjnego Stawrosa Teodorakisa. Partia nie określiła jednoznacznie swojego profilu, oparła się na popularności swojego założyciela. W wyborach europejskich z 25 maja 2014 Rzeka uzyskała około 6,6% głosów, co przełożyło się na 2 mandaty w Europarlamencie VIII kadencji, które uzyskali Jorgos Gramatikakis i Miltiadis Kirkos. W PE partia dołączyła do Postępowego Sojuszu Socjalistów i Demokratów.
W przedterminowych wyborach parlamentarnych w styczniu 2015 To Potami poparło niespełna 6,1% głosujących, co przełożyło się na 17 miejsc w Parlamencie Hellenów. W kolejnych wyborach parlamentarnych zorganizowanych we wrześniu tego samego roku, partia uzyskała 4,1% głosów, zdobywając 11 mandatów.
Partia współtworzyła zawiązane w 2017 federacyjne ugrupowanie KINAL, jednak opuściła je w lipcu 2018. W maju 2019, po nieprzekroczeniu progu wyborczego w wyborach europejskich, ugrupowanie zapowiedziało rezygnację ze startu w wyborach krajowych. W listopadzie tegoż roku zakończyło swoją działalność.